# Parapteronotus
Parapteronotus is een monotypisch geslacht van straalvinnige vissen uit de familie van de staartvinmesalen (Apteronotidae).

## Soort
- Parapteronotus hasemani (Ellis, 1913)